# Padania (album)
| Recensione           | Giudizio |
| -------------------- | -------- |
| Ondarock             |          |
| Rockol               |          |
| Rolling Stone Italia |          |
| Il Mucchio Selvaggio | positivo |

Padania è il decimo album del gruppo alternative rock italiano Afterhours, prodotto dalla neonata etichetta della band (Germi) e pubblicato il 17 aprile 2012 dalla Artist First.

## Descrizione
L'uscita dell'album è stata preceduta da quella dell'EP Meet Some Freaks on Route 66, pubblicato un mese prima in allegato al mensile La Repubblica XL. I primi due brani estratti dal disco, La tempesta è in arrivo e Padania, sono stati inoltre utilizzati in anteprima nella colonna sonora della mini serie televisiva Faccia D'Angelo.
Il nome dell'album racconta e parla di una terra indipendente dall'Italia e sovrana dal 1996, anno in cui Umberto Bossi dichiarò l'indipendenza padana.
Le registrazioni sono state effettuate da Tommaso Colliva presso l'Alaide Studio di Como (con l'assistente di studio Eugenio de Chiara), il Jungle Sound (con l'assistente di studio Matteo Maddalena) e il Che Studio di Milano con le registrazioni addizionali di Paolo Mauri, Manuel Agnelli, Giorgio Ciccarelli e Rodrigo D'Erasmo. Il disco è stato invece mixato da Tommaso Colliva e Paolo Mauri presso il Che Studio di Milano. La masterizzazione è avvenuta presso La Maestà Mastering di Tredozio da parte di Giovanni Versari. Gli arrangiamenti sono degli Afterhours, la produzione artistica è di Manuel Agnelli e Tommaso Colliva, mentre quella esecutiva è di Manuel Agnelli e Giorgio Prette. Il disco ha avuto un buon successo di pubblico debuttando in seconda posizione nelle classifiche italiane.
Il tour per la promozione dell'album è partito l'estate successiva alla pubblicazione dell'album ed è stato anticipato da un concerto simbolico e gratuito che ha avuto luogo il 19 maggio in piazza del Duomo all'Aquila, cui ha partecipato anche Il Teatro degli Orrori.

### Edizione deluxe
Insieme alla versione standard dell'album è stata messa in commercio anche una versione deluxe dotata di: CD in edizione limitata (con copertina alternativa), libretto in formato A4 con 6 foto inedite, chiave USB contenente la versione digitale dell'album e un video, coupon per l'ingresso gratuito ad un concerto del tour estivo e gadget esclusivo.

### Release internazionale nel 2013
Nel 2013, in occasione del Club tour 2013, la band pubblica una release del disco in collaborazione con l'etichetta fiorentina Black Candy Records a partire da aprile e disponibile in CD e vinile. Padania sarà distribuito in Europa, Giappone e Canada attraverso il prestigioso marchio Rough Trade. La versione in vinile, costituita da un doppio 12” trasparente, è distribuita anche in Italia dal 1º aprile 2013 in tiratura limitata (500 copie).

## Premi e riconoscimenti
L'album Padania è stato premiato con la Targa Tenco 2012 nella categoria "Album dell'anno", in ex aequo con l'album Come il suono dei bassi sulla neve di Zibba & Almalibre.
L'album ha vinto il tradizionale Premio della Critica di Musica e dischi come "album italiano dell'anno" nella sezione pop/rock.
Inoltre il brano Padania, si aggiudica la Targa MEI 2012 della Indie Music Like. Il brano è il più gradito dell'anno tra le radio e le web radio selezionate. Nella stessa graduatoria compare anche un altro brano tratto dall'album Padania, ossia La tempesta è in arrivo, all'undicesima posizione.
L'album è anche l'unico disco italiano tra i 18 finalisti designati per la terza edizione del premio "Album indipendente europeo dell'anno", organizzato dalla IMPALA, associazione che unisce gli operatori europei della musica indipendente.

## Tracce
1. Metamorfosi – 4:40 (Agnelli, Ciccarelli, D'Erasmo)
2. Terra di nessuno – 2:24 (Agnelli, D'Erasmo)
3. La tempesta è in arrivo (Anastasia Romanov muore aggrappata alle tende) – 4:05 (Agnelli, Ciccarelli)
4. Costruire per distruggere – 5:16 (Agnelli, Ciccarelli)
5. Fosforo e blu – 2:12 (Agnelli, Ciccarelli)
6. Padania – 4:40 (Agnelli)
7. Ci sarà una bella luce – 3:47 (Agnelli, Ciccarelli, D'Erasmo)
8. Messaggio promozionale no. 1 – 1:05 (Agnelli, Dell'Era)
9. Spreca una vita – 2:22 (Agnelli, Ciccarelli, Iriondo)
10. Nostro anche se ci fa male – 3:35 (Agnelli, Ciccarelli)
11. Giù nei tuoi occhi – 3:15 (Agnelli, Dell'Era, Iriondo, Prette)
12. Messaggio promozionale no. 2 – 0:36 (Agnelli, D'Erasmo)
13. Io so chi sono – 4:39 (Agnelli, Ciccarelli)
14. Iceberg – 1:10 (D'Erasmo)
15. La terra promessa si scioglie di colpo – 4:49 (Agnelli, Ciccarelli)
16. Padania (versione acustica) – 4:28 (Agnelli) – Traccia bonus nella versione digitale[11]

## Singoli
1. La tempesta è in arrivo (1º marzo 2012)[12]
2. Padania (30 marzo 2012)[13]
3. Spreca una vita (6 marzo 2013)

## Formazione

### Gruppo
- Manuel Agnelli - voce, chitarre, chitarra acustica, stick, piano bösendorfer
- Xabier Iriondo - chitarre, mahai metak, melobar, campionamenti, batterie velocizzate, fiati in Costruire per distruggere
- Giorgio Ciccarelli - chitarre, e-bow, pianoforte; batteria campionata in Spreca una vita, cori e voce in Nostro anche se ci fa male
- Roberto Dell'Era - basso; chitarra elettrica in Messaggio promozionale N1 e Giù nei tuoi occhi, cori; voce in Terra di nessuno, Messaggio promozionale N.1
- Rodrigo D'Erasmo - violino, orchestra, pizzicati, archi; chitarra in Terra di nessuno
- Giorgio Prette - batteria, timpani, gong

Altri musicisti
- Enrico Gabrielli: ance in Costruire per distruggere, fiati in La terra promessa si scioglie di colpo
- Domenico Mamone: sax baritono in Io so chi sono

## Classifiche

### Classifiche settimanali
| Classifica (2012) | Posizione massima |
| ----------------- | ----------------- |
| Italia            | 2                 |

### Classifiche di fine anno
| Classifica (2012) | Posizione |
| ----------------- | --------- |
| Italia            | 80        |